# Élections parlementaires italiennes de 2008
En Italie, des élections parlementaires anticipées se sont déroulées les 13 et 14 avril 2008 à la suite de la dissolution du Parlement italien, prononcée le 6 février 2008 par le président de la République, Giorgio Napolitano, après la chute du second gouvernement de l'économiste Romano Prodi, lors d'un vote de confiance au Sénat de la République, au sein duquel la majorité, très fragile, ne tenait qu'à un fil.
Cette décision d'un retour anticipé aux urnes a été prise à la suite de l'échec de l'initiative présidentielle visant à nommer une personnalité de compromis (le président Napolitano ayant songé à nommer Franco Marini, le président du Sénat), capable de former un gouvernement de transition en vue de réformer la loi électorale, jugée propice à l'émiettement politique. En vertu de la Constitution italienne, les élections doivent avoir lieu dans les 70 jours qui suivent la dissolution.
En italien on qualifie ces élections d'elezioni politiche (« élections politiques »), par opposition aux elezioni amministrative (« élections administratives » : municipales, provinciales ou régionales).

## Modes de scrutin
Les 630 députés (de la Chambre basse) sont élus sur la base d'une représentation proportionnelle de listes bloquées avec prime majoritaire, à l'exception du député de la Vallée d'Aoste et des 12 députés qui représentent les Italiens à l'étranger. Concernant les coalitions, la loi électorale prévoit que seules celles obtenant au moins 10 % des suffrages exprimés au niveau national puissent accéder à la répartition des sièges, à la représentation proportionnelle, dans le cadre de 26 circonscriptions législatives. Au sein de ces coalitions, les sièges sont distribués entre les listes ayant obtenu au moins 2 %, ainsi que parmi celles ayant obtenu le plus de voix juste en dessous de ce seuil. Concernant les partis se présentant seuls, ils doivent obtenir au moins 4 % des suffrages exprimés, également au niveau national, pour se voir attribuer des sièges. En outre, la loi permet à la coalition (ou au parti) ayant obtenu le plus de voix de recevoir au moins 55 % des sièges de la Chambre (soit 340 sièges), les sièges restants étant répartis entre toutes les listes à la représentation proportionnelle.
Les 315 sénateurs (de la Chambre haute) sont élus dans le cadre des vingt circonscriptions régionales. Dans chaque région, la liste arrivée en tête reçoit directement 55 % des sièges à pourvoir, les sièges restants étant répartis à la proportionnelle entre toutes les listes qui ont dépassé 8 % des voix.

## Contexte: une grave crise politique
Le 16 janvier 2008, le ministre de la Justice, Clemente Mastella (Union des démocrates pour l'Europe, Udeur), a présenté sa démission du gouvernement de Romano Prodi, invoquant la campagne d'accusation dont il faisait l'objet et le manque de solidarité gouvernementale pour justifier sa décision. Soupçonné d'avoir fait pression sur le gouverneur de la région de Campanie pour obtenir la nomination d'un de ses proches à un poste de responsabilité, M. Mastella a découvert peu avant sa démission que lui et toute sa famille avaient été placés sur écoute. En conséquence, l'Udeur décidait de se retirer de l'Union, la coalition de centre gauche soutenant Romano Prodi. Celui-ci devait alors faire face à sa mise en minorité au Sénat et réclamer la confiance du Parlement.
Le régime parlementaire italien est caractérisé par un bicamérisme égalitaire, ce qui veut dire que les deux chambres du Parlement ont exactement les mêmes pouvoirs. Si l'Union se trouvait être largement majoritaire à la Chambre des députés lors du vote de confiance, il en allait tout autrement au Sénat, où elle perdait, avec le départ des sénateurs de l'Udeur, sa fragile majorité absolue. Ainsi, alors que la Chambre des députés lui accorde sa confiance le 24 janvier, par 326 voix pour et 275 voix contre, le Président du Conseil perd la confiance du Sénat par 156 voix pour et 161 voix contre, et se retrouve de facto contraint à la démission. Peu après l'avoir fait, Romano Prodi a déclaré vouloir se retirer de la vie politique.
Le gouvernement Prodi aura duré au total 650 jours. Il s'agit en outre de la huitième législature qui ne va pas jusqu'à son terme. Ce gouvernement comptait 102 membres issus de 10 partis politiques différents, allant des communistes (dont le parti de gauche Refondation communiste) au centre droit démocrate chrétien. Sujet à de multiples mouvements de balancier entre son aile gauche et son aile droite, il a souvent dû faire face à de graves dissensions et M. Prodi a souvent dû s'appuyer sur le soutien des sénateurs à vie, l'Union ne disposant que d'une avance de deux sièges sur l'opposition au Sénat. Ces conflits au sein de sa majorité l'ont contraint à abandonner certaines de ses promesses électorales, comme l'instauration d'une union civile pour les couples homosexuels.
Face à la crise, le président de la République, Giorgio Napolitano, a alors appelé Franco Marini, le président du Sénat de la République, second personnage de l'État, à former un gouvernement de transition qui, après avoir changé la loi électorale en vigueur (qui favorise de manière excessive les petits partis) aurait ouvert le chemin vers de nouvelles élections. Les négociations, menées avec force par le chef de l'État ont cependant échoué, et M. Napolitano s'est résolu à dissoudre le Parlement. Les élections devant obligatoirement être organisées entre 45 et 70 jours après la dissolution, les électeurs italiens éliront les 13 et 14 avril prochain leur 62e gouvernement en 63 ans.
Les enquêtes d'opinion révèlent que deux italiens sur trois étaient favorables à l'organisation d'élections anticipées après la chute du gouvernement. Bien que le patronat, la Conférence épiscopale italienne et de nombreux représentants de la société civile y étaient opposés, le chef de la droite italienne, Silvio Berlusconi, a plaidé pour l'organisation immédiates d'élections parlementaires anticipées. A contrario, le chef du Parti démocrate (PD), Walter Veltroni, s'était dit favorable à une modification préalable de la loi électorale, invoquant les très fortes dissensions au sein de la majorité sortante et leur influence néfaste sur la stabilité gouvernementale et la cohérence politique.

## Forces en présence
Les chefs des deux principaux courants politiques, favoris du scrutin pour accéder à la présidence du Conseil des ministres, sont l'ancien chef du gouvernement, Silvio Berlusconi, le chef du parti Forza Italia, la plus forte formation politique d'opposition de centre droit, et le maire sortant de Rome, Walter Veltroni, le chef du Parti démocrate (centre gauche).

### Le Peuple de la liberté (PDL) de Silvio Berlusconi

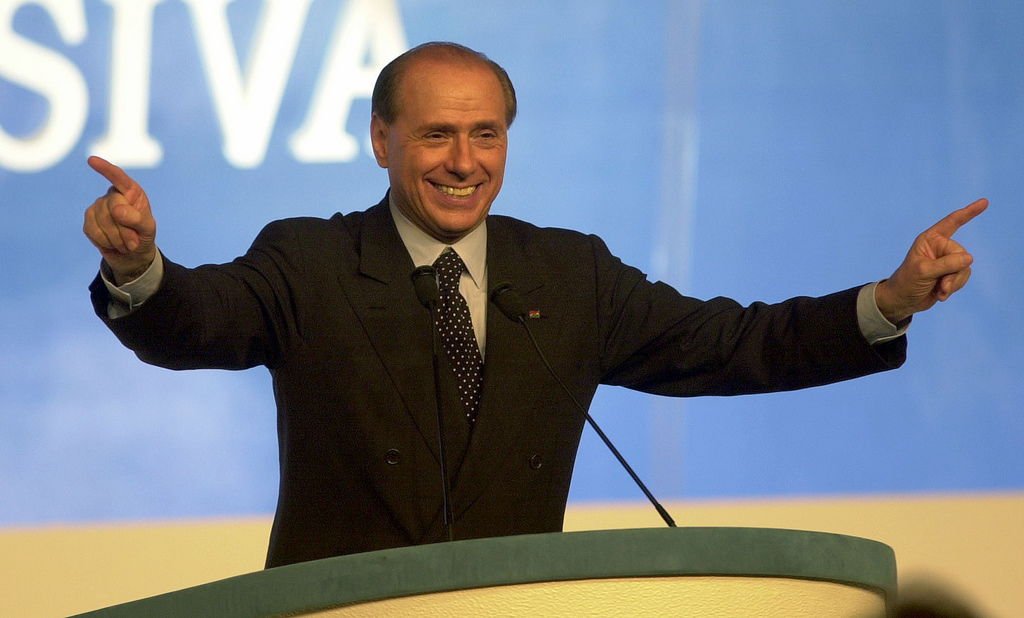
Silvio Berlusconi

L'ancien président du Conseil, Silvio Berlusconi, est candidat pour la cinquième fois. En 1994, il avait donné un tour nouveau à la communication et à la vie politique italienne. En 2006, il devenait le premier président du Conseil à avoir terminé son mandat de 5 ans, malgré plusieurs crises internes ayant débouchées sur une série de remaniement.
Le 12 décembre 2007, date anniversaire d'une grande mobilisation des forces de l'opposition contre le gouvernement de Romano Prodi, Berlusconi lance le Peuple de la liberté (PDL) parti de droite comprenant son propre parti, Forza Italia, les nationalistes de l'Alliance nationale et différentes petites formations politiques issues d'horizons divers,.
Le Peuple de la liberté est allié en Padanie à la Ligue du Nord, parti fédéraliste, xénophobe et populiste situé très à droite sur l'échiquier politique qui se présentera encore seule dans le nord de l'Italie tandis que dans le Mezzogiorno, le Mouvement pour les autonomies, bien implanté en Sicile, fait de même. Le Peuple de la liberté est donné favori, en début de campagne, par diverses enquêtes d'opinion, mais cette avance semble fondre courant février et mars.
Silvio Berlusconi, surnommé Il Cavaliere (chevalier), s'inscrit ainsi dans la lignée de Walter Veltroni, contribuant à bouleverser le paysage politique italien, jusque-là dominé par un très fort émiettement politique et la formation de vastes coalitions. Le PDL, se voulant un grand parti fédérant les forces politiques ne se reconnaissant pas dans la gauche, a jusqu'à maintenant surtout capté des partisans du côté de la droite dure. À titre d'exemple, le parti d'Alessandra Mussolini, petite-fille de Benito Mussolini, doit à terme rejoindre le PDL, tandis que l'UDC (Union de centre) a rompu avec la droite italienne après 14 ans d'alliance. Silvio Berlusconi en appelle malgré tout à la modération, se disant même favorable à la formation d'une grande coalition avec le Parti démocrate.
Le 9 février 2008, le chef de l'opposition a en outre fait part de ses ambitions de contribuer à faire de la République italienne un système politique bipartisan, affirmant qu'il souhaiterait voir s'établir en Italie une « République fondée sur deux piliers qui cultivent de grands projets » tout en précisant qu'il ne considère pas le Parti démocrate comme un ennemi.
Cette volonté d'ouvrir le dialogue vers la gauche et le centre a poussé certains analystes politiques à prêter à Silvio Berlusconi l'ambition de devenir président de la République en 2013, une fonction honorifique et respectée. Devenu figure historique de la vie politique italienne, Silvio Berlusconi aura survécu à son vieil ennemi, Romano Prodi, qui a finalement quitté la vie politique.

### Le Parti démocrate (PD) de Walter Veltroni

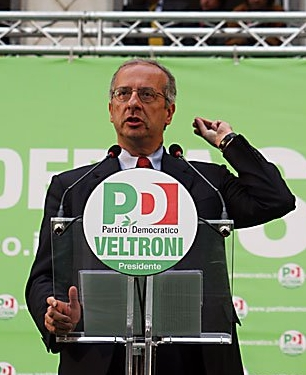
Walter Veltroni

Allié au petit parti de l'Italie des valeurs et aux Radicaux italiens, le PD englobe la majeure partie du centre gauche de gouvernement italien depuis sa fondation, quelques mois avant les élections, sur la base d'une fusion entre les Démocrates de gauche (sociaux-démocrates) et La Marguerite (centre gauche démocrate-chrétien). À la suite de l'annonce de l'organisation d'élections anticipées, M. Veltroni a déclaré que son parti ne passerait aucune alliance avec d'autres partis, choisissant plutôt de concourir seul avec sa propre plate-forme, optant ainsi pour une stratégie différente de celle utilisée par Romano Prodi depuis des années (coalitions dite de L'Union et de L'Olivier). Les deux seules exceptions à ce cavalier seul sont donc l'alliance avec l'Italie des valeurs, chacun présentant sa propre liste, et l'alliance plus étroite avec les Radicaux, ces derniers ayant neuf parlementaires réservés sur les listes du PD.
Se voulant incarner une rupture définitive avec l'expérience de 1921 à Livourne, théâtre de la scission de l'ancien Parti socialiste italien (PSI) et de la fondation du défunt Parti communiste italien (PCI), le PD serait aussi, selon ses fondateurs, un moyen d'empêcher la formation d'une force autonome située au centre de l'échiquier politique. Aux primaires d'octobre 2007, Walter Veltroni, qui a recueilli près de 3 millions de voix sur son nom, a été élu Premier secrétaire du parti.
En choisissant de faire concourir seul son parti, M. Veltroni veut contribuer à rendre le centre gauche plus visible et plus organisé, souhaitant à terme en finir avec la tradition italienne des grandes coalitions hétéroclites. Voulant à la fois rompre avec la gauche radicale et les petits partis centristes, comme l'UDEUR, qui a provoqué la chute du gouvernement Prodi, M. Veltroni veut se doter d'un programme clair et s'affranchir des tactiques de médiation et de la logique du compromis ayant animé jusqu'à maintenant la gauche italienne.
Ouvert à des alliances basées sur une adhésion à son programme, le PD a déjà obtenu le soutien des Radicaux italiens de Marco Pannella et d'Emma Bonino, cette dernière pouvant en outre espérer obtenir un poste ministériel en cas de victoire. L'annonce de cette alliance créa immédiatement des conflits avec la tendance catholique du PD sur les questions de société, mais ce clivage idéologique a été balayé d'un revers de la main par Walter Veltroni, qui lui trouve un côté archaïque.
Évitant de prononcer le nom de son adversaire, Silvio Berlusconi, dans un souci d'écarter toute éventualité de diabolisation de ce dernier de sa part, M. Veltroni souhaite mettre fin à « une ère de querelles et de haines ». Fin 2007, il a ainsi cherché à dialoguer avec le leader de l'opposition sur la modification de la loi électorale, recevant l'hostilité d'une partie de la gauche italienne, l'accusant de vouloir redonner à M. Berlusconi une légitimité alors même que le centre droit le quitte, ou même de chercher à contribuer à la chute du gouvernement Prodi pour satisfaire à ses ambitions personnelles.
Malgré les risques que font peser la loi électorale sur une stratégie solitaire, cette initiative a été saluée par bon nombre d'observateurs politiques, qui y voient un moyen de clarifier et de renouveler le paysage politique italien. Affichant sa différence avec Romano Prodi et se voulant un homme neuf en comparaison de l'ancienneté de Silvio Berlusconi sur la scène politique, Walter Veltroni incarne un leader politique jeune et audacieux.

### Autres forces en présence

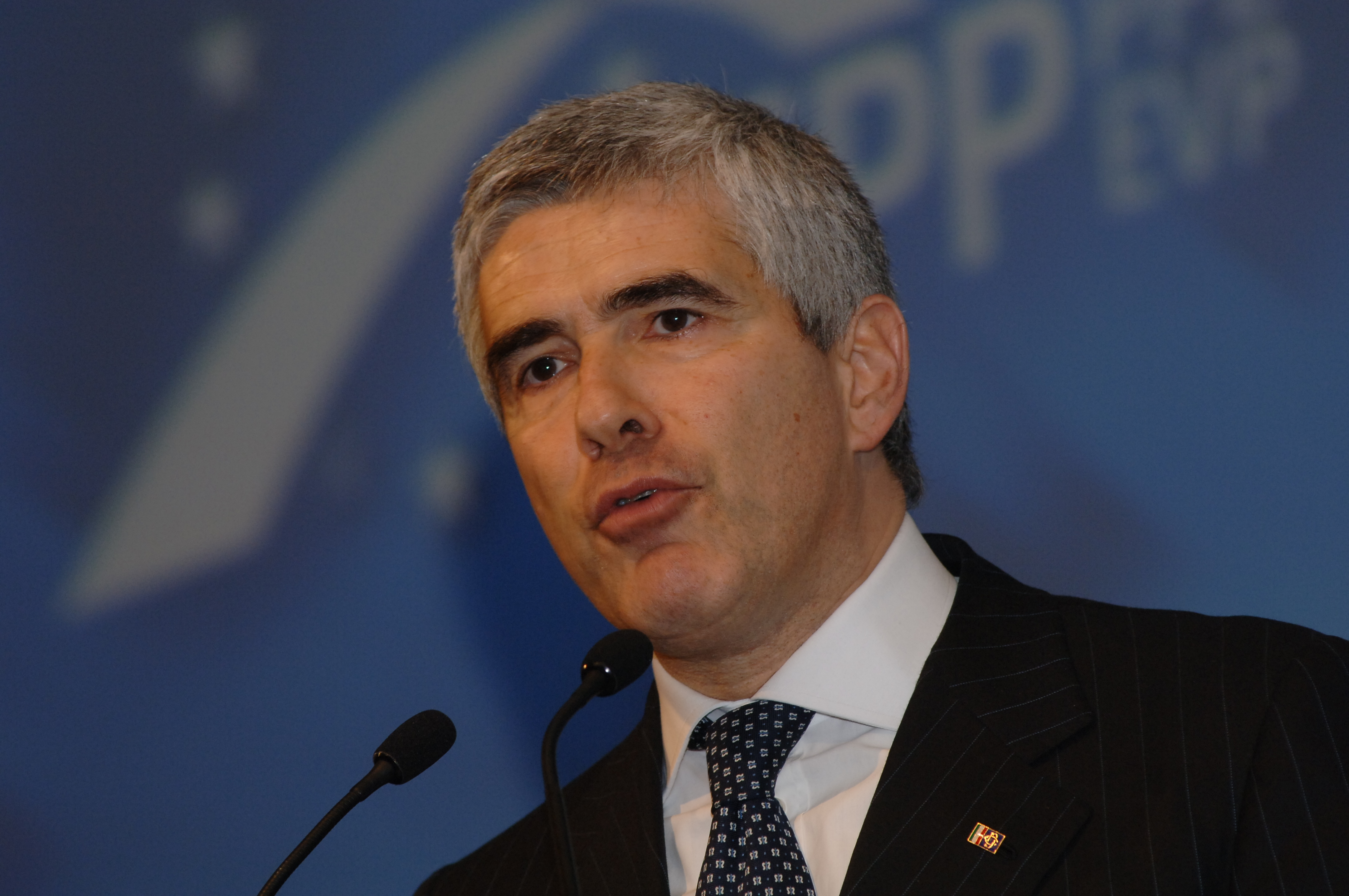
Pier Ferdinando Casini

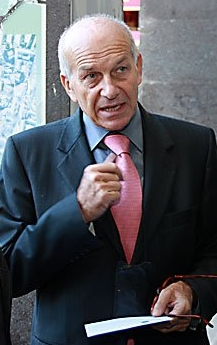
Fausto Bertinotti

- L’Union de centre (UdC), cartel électoral surtout constitué par l’Union des démocrates chrétiens et du centre (UDC), parti de centre droit conduit par Pier Ferdinando Casini, qui a, pour la première fois depuis quatorze ans, refusé de s'allier à Silvio Berlusconi, préférant se présenter seul aux électeurs (voir détails ci-dessous). En 2006, l'UDC a rassemblé 6,8 % des voix dans les deux chambres, et a donc de bonnes chances d'être représentée à la Chambre des députés. Elle se présente en Italie avec le symbole Union de Centre, pour tenir compte de son alliance avec la Rose pour l'Italie, une scission de l'UDC menée par Bruno Tabacci s'inscrivant dans une ligne de rejet en bloc du système institutionnel en place, et prônant son remplacement par un système similaire à celui de l'Allemagne. La traduction « Union du Centre » est erronée (en italien, ce serait sinon Unione del Centro).
- La Gauche - l'Arc-en-ciel (SA), autre cartel mené par Fausto Bertinotti, englobe les principaux partis de la gauche parlementaire, en dehors du PD, à savoir Refondation communiste, le Parti des communistes italiens, les Verts et Gauche démocrate, nouveau parti rassemblant d'ex-membres des Démocrates de gauche défavorables à la création du PD. Les résultats cumulés précédemment obtenus par les trois premiers en 2006 avaient atteint 10,2 % des suffrages exprimés, cette coalition pensait donc avoir une chance de franchir le seuil des 4 % des suffrages exprimés pour accéder à la répartition des sièges au sein de la Chambre des députés. La bonne implantation de Refondation communiste dans certaines régions pouvait également lui permettre d'assurer quelques sièges au Sénat.

D'autres petits partis ont présenté d'autres candidats au poste de Premier, parmi ceux-ci, il faut retenir ceux qui obtiennent aux alentours de 1 % (±) lors des différents sondages, score qui ne devrait normalement pas leur permettre d'être représentés à la Chambre des députés :
- La Droite-Flamme tricolore, menée par Daniela Santanchè ;
- Le nouvellement recréé (2007), Parti socialiste s'est présenté seul avec Enrico Boselli comme candidat Premier ministre ;
- Le Parti communiste des travailleurs de Marco Ferrando incarnera l'extrême gauche.

Les autres partis capables d'être présents dans toutes les circonscriptions (Chambre et Sénat) sont :
- Flavia D’Angeli, soutenue par la Gauche critique ;
- Stefano de Luca, soutenu par le Parti libéral italien ;
- Bruno De Vita, soutenu par l'Union démocrate pour les consommateurs ;
- Initialement, Clemente Mastella, ancien ministre de la Justice, soutenu par l'UDEUR mais qui a renoncé le 6 mars 2008 se présenter.

Au total, il y a 32 candidats déclarés au poste de Président du conseil, mais dans les cas suivants les listes ne se présentent que dans quelques circonscriptions :
- Liste Grilli parlanti (« Grillons parleurs »), allusion à Beppe Grillo, conduite par Renzo Rabellino, du mouvement « No euro »,
- Mouvement européen des diversement habiles « handicapés » international (MEDA), conduite par Sergio Riboldi,
- Ligue pour l'autonomie - Alliance lombarde, conduite par Eva Rossi,
- Ligue vénète, conduite par Giorgio Vido,
- Pour un moratoire (Avortement ? Non merci), avec Giuliano Ferrara,
- Parti du Sud - Alliance méridionale, Antonio Ciano,
- Populaires unis, Antonio Potenza,
- Pour le bien commun, Stefano Montanari,
- Le Lotus, Luigi Ferrante,
- Die Freiheitlichen (Tyrol du Sud), Pius Leitner,
- Parti communiste italien marxiste-léniniste, Domenico Savio,
- Südtiroler Volkspartei, Siegfried Brugger,
- Sardigna Natzione Indipendentzia, Bustianu Cumpostu,
- Lega Sud Ausonia, Gianfranco Vestuto,
- L'Entente vénète, Carlo Covi,
- Parti d'alternative communiste, Fabiana Stefanoni,
- Front indépendantiste Lombardie, Giorgio Galli,
- Force nouvelle, Roberto Fiore,
- Parti sarde d'action, Giacomo Sanna,
- Union für Südtirol, Andreas Pöder,
- Le Sud Libre, Giuseppe Quaranta,
- Parti pensée action (PPA), Antonio Piarulli.

Dans la circonscription uninominale de la Vallée d'Aoste se présentent en outre le Renouveau valdôtain (en alliance avec VdA vive) et l'Union valdôtaine (cette dernière sous le nom de « Vallée d'Aoste »).
Dans la circonscription « estero » (étranger) où sont élus 12 députés et 6 sénateurs se présentent en outre des listes d'associations d'Italiens à l'étranger. Dans la répartition « Europe » de la circonscription Étranger, se présente une liste Valeurs et Futur (Valori e futuro), conduite par le prétendant au trône Emmanuel-Philibert de Savoie. Très présent en Argentine, le Mouvement associatif des Italiens à l'étranger obtient l'élection en Amérique du Sud d'un député (réélu) et d'une sénatrice.

## Campagne
L'avortement est le premier grand sujet de société abordé par les différents leaders politiques. À gauche, la tendance catholique du Parti démocrate semble approuver une remise en cause de la loi de 1978 sur l'IVG, tandis que l'aile gauche, attachée à ses valeurs laïques, refuse de la remettre en cause. Mais des clivages existent aussi à droite : si l'UDC semble favorable à une modification de la législation, Forza Italia, le parti de Berlusconi, semble plus réticent.
Le 16 février, Pier Ferdinando Casini, chef de l'UDC, a annoncé que son parti présenterait ses propres listes lors des élections. Ce nouveau positionnement met définitivement fin à 14 ans d'alliance entre l'UDC et le reste de la droite italienne. Arguant que « tout le monde en Italie n'est pas à vendre », M. Casini a ajouté que l'UDC fera campagne avec ses propres symboles, tandis que lui-même se porte candidat à la présidence du Conseil des ministres.
Le même jour, Walter Veltroni, au cours d'une réunion publique à Rome, a présenté son programme, prévoyant notamment des réductions d'impôts sur trois ans à partir de 2009.

## Sondages

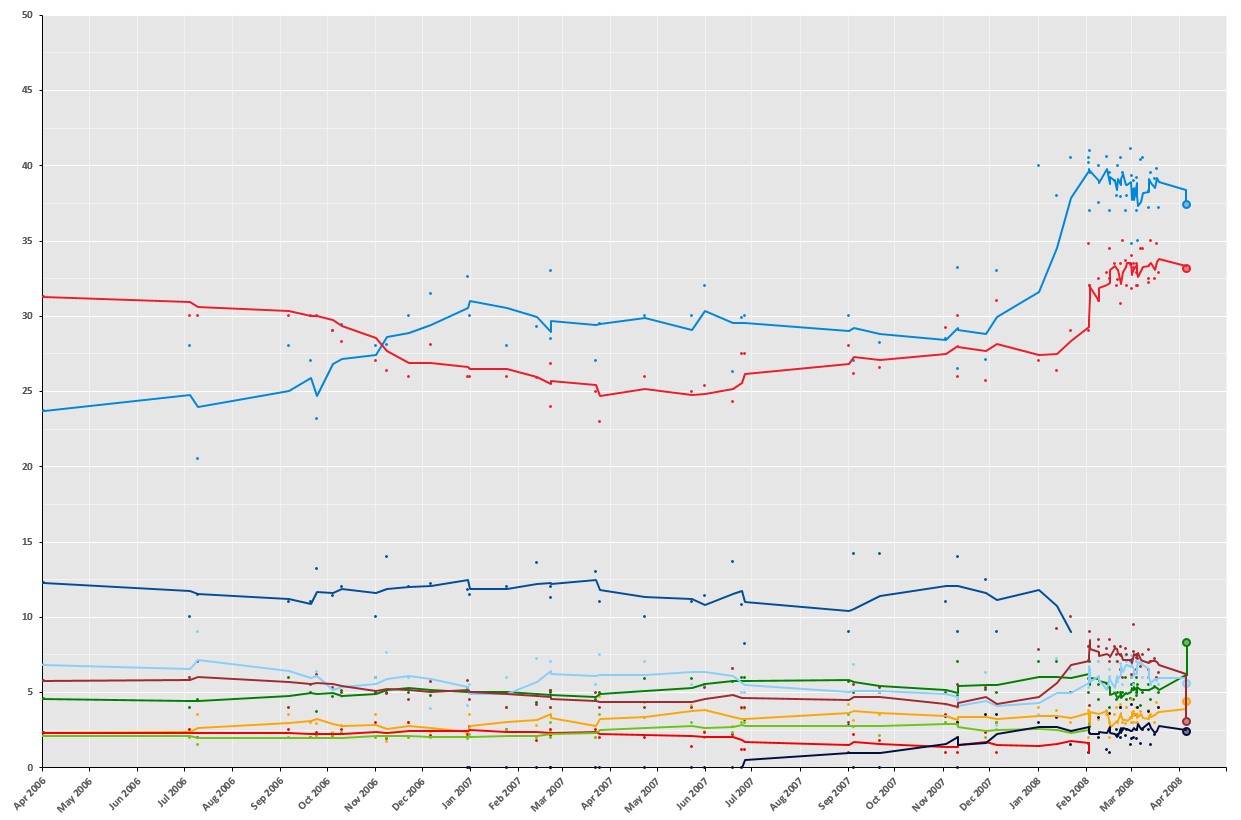
Intentions de votes

Depuis l'annonce de l'organisation des élections, le PDL arrive en tête dans tous les sondages, devançant le PD de plusieurs points, une avance qui avait toutefois tendance à se réduire considérablement, avoisinant désormais les 5 points. Qui plus est, selon diverses enquêtes d'opinion, Walter Veltroni est l'homme politique le plus populaire d'Italie, recueillant 55 % de bonnes opinions, contre 42 % pour Silvio Berlusconi selon la dernière enquête réalisée par l'institut ISPO. Aux élections précédentes, Silvio Berlusconi et son parti comptaient 8,6 points d'avance sur l'ancêtre du Parti démocrate, ce qui lui assurait une bonne avance pour les scrutins à venir. Toutefois, le résultat semblait plus incertain au Sénat où la prime majoritaire tiendra aux résultats dans quelques régions seulement, comme le Latium ou la Ligurie.

### Sondage Demoskopea du26 février 2008(intentions de vote pour Sky Tg24)
(entre parenthèses sondage IPR Marketing des 28 et 29 février) :
- Parti démocrate (avec les Radicaux) : 34,5 % (32) ;
  - Italie des valeurs : 2 % (4) ; (ces deux partis soutenant Veltroni 36,5 %) (36)
- Parti socialiste : 0,5 % (1,5) ;
- La Gauche-l'Arc-en-ciel : 8,5 %  (7,5) ;
- Le Peuple de la liberté : 39,5 % (38) ;
  - Ligue du Nord : 4 % (4,5) ;
  - Mouvement pour l'autonomie : 0,5 % (0,5) ; (ces trois partis soutenant Berlusconi 44 %)
- UDC (Casini) : 6 % (7) ;
- Rose blanche (Tabacci) : 1 % ;
- La Droite - Flamme tricolore : 2 % (2,5) ;
- Divers : 1,5 % (Parti communiste des travailleurs, Ferrando 0,5 % - UDEUR 0,3 % - Autres, 1,7 %)

### Sondage du6 mars 2008(IPR), Chambre et Sénat (indécis 17 et 16% respectivement)
- Alternative communiste (F. Stefanoni) 0,1 % - 0,1 %
- Gauche critique (F. D'Angeli) 0,2 % - 0;2 %
- Parti communiste des travailleurs (M. Ferrando) 0,5 % - 0,3 %
- La Gauche-l'Arc-en-ciel (F. Bertinotti) 7,5 % - 6,5 %
- Parti socialiste (E. Boselli) 1,5 % - 1,5 %
- Parti démocrate (avec les Radicaux) (W. Veltroni) 32,5 % - 33,5 %
  - Italie des valeurs (allié avec le PD) 4,0 % - 4,5 %
- Union démocrate pour les consommateurs (B. De Vita) 0,5 % - 0,3 %
- Union de Centre (P. Casini) 7,0 % - 8,0 %
- Le Peuple de la liberté (S. Berlusconi) 38,5 % - 37,5 %
  - Ligue du Nord (allié avec le PdL) 4,5 % - 5,0 %
  - MPA (alliés pour le Sud avec le PdL) 0,5 % - 0,2 %
- La Droite-Flamme tricolore (D. Santanchè) 2,0 % - 1,5 %

### Sondage des 14-16 marsSwg Srl Trieste, publié parL'Espresso
- Parti démocrate 38 %
- La Gauche-l'Arc-en-ciel 7 %
- Union de centre 6 %
- Le Peuple de la liberté 43 %
- La Droite Flamme tricolore 2 %
- Autres 4 %
- Indécis 26 %

## Résultats

### Participation
La participation (quasi définitive) à la Chambre, après deux jours d'élection, est de 78,112 % (en métropole 80,509 % ; les Italiens résidant à l'étranger faisant chuter nettement le taux national), soit le plus mauvais taux de l'histoire des élections parlementaires (en Italie le vote est théoriquement obligatoire, ainsi que l'inscription). Rien qu'en métropole, un peu plus de 3 points de moins par rapport aux précédentes élections de 2006 où elle avait été de 83,617 %. Mais en réalité cette participation a été le plus souvent présentée dans les médias, italiens et étrangers, sans tenir compte des résidents à l'étranger, ce qui relativisait cette désaffection. Au Sénat, où votent seuls les électeurs de plus de 25 ans, la participation finale, en métropole, a été de 80,518 % (83,564 en 2006) et de 78,16 % en incluant l'étranger.
Le 13 avril, à 22 heures, premier jour des élections, la participation s'élevait à 62,54 % pour la Chambre (moins quatre points ; en 2006 à la même heure : 66,53 %). Pour les Italiens à l'étranger (2 924 202 Italiens étaient inscrits, 1,204 million ont pu voter jusqu'au 10 avril), la participation est restée faible (41,66 %), en léger recul depuis 2006 (42,07 %). Les militaires italiens à l'étranger (en mission temporaire), en tout 14 827 personnes en incluant le personnel diplomatique, ont pour leur part déjà voté pour leur circonscription électorale d'origine, avec un taux de participation de 96,51 %.

### Chambre des députés

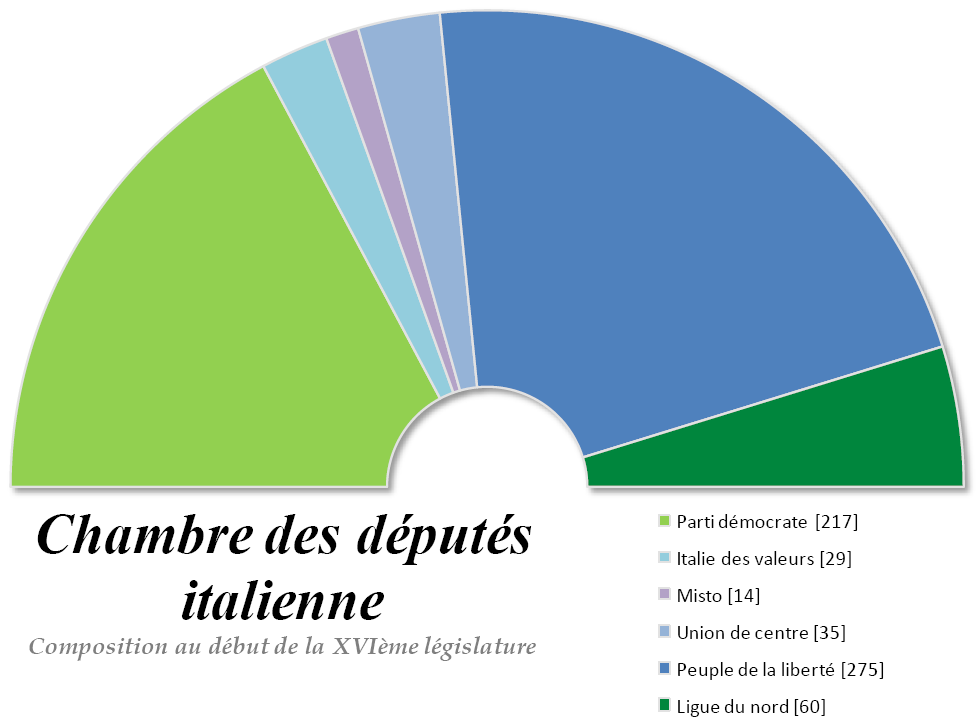
Composition de la Chambre des députés italienne à l'ouverture de la. Répartition par groupe politique.

| Partis & alliances | Partis & alliances                                                                        | Votes                                   | %                     | +/-                     | Sièges       | +/-             |
| ------------------ | ----------------------------------------------------------------------------------------- | --------------------------------------- | --------------------- | ----------------------- | ------------ | --------------- |
|                    | Coalition de S. Berlusconi - Forza Italia - Ligue du Nord - Mouvement pour les autonomies | 17 063 874 13 628 865 3 024 522 410 487 | 46,81 37,39 8,30 1,13 | +4,51 +1,21 +2,84 +1,13 | 344 276 60 8 | +102 +60 +34 +8 |
|                    | Coalition de W. Veltroni - Parti démocrate - Italie des valeurs                           | 13 686 673 12 092 998 1 593 675         | 37,54 33,17 4,37      | +4,05 +1,97 +2,08       | 246 217 29   | +9 -3 +12       |
|                    | Union de centre                                                                           | 2 050 319                               | 5,62                  | -1,13                   | 36           | -3              |
|                    | La Gauche - l'Arc-en-ciel                                                                 | 1 124 418                               | 3,08                  | -7,1                    | 0            | -72             |
|                    | La Droite - Flamme tricolore                                                              | 885 229                                 | 2,43                  | -                       | 0            | -               |
|                    | Parti socialiste                                                                          | 355 581                                 | 0,98                  | -1,91                   | 0            | -18             |
|                    | Parti populaire sud-tyrolien                                                              | 147 666                                 | 0,41                  | -0,07                   | 2            | -2              |
|                    | Autonomie Liberté Démocratie                                                              | 29 311                                  | 0,08                  | -0,01                   | 1            | ±0              |
|                    | Mouvement associatif des Italiens à l'étranger                                            | -                                       | -                     | -                       | 1            | -               |
|                    | Autres                                                                                    | 1 138 545                               | 3,11                  | -                       | -            | -               |
| Total              | Total                                                                                     | 36 527 231                              | 100%                  |                         | 630          |                 |

1. ↑  Dont 4 députés de l'étranger.
2. ↑  Dont six députés Radicaux italiens et six députés de l'étranger.
3. ↑  Dont un député de l'étranger
4. ↑  Sans compter les Radicaux italiens inclus dans la Rose au poing.
5. ↑  Moins 15 députés de ce parti proprement dit mais moins 21 avec les Radicaux italiens qui ont rejoint le Parti démocrate.

### Sénat de la République

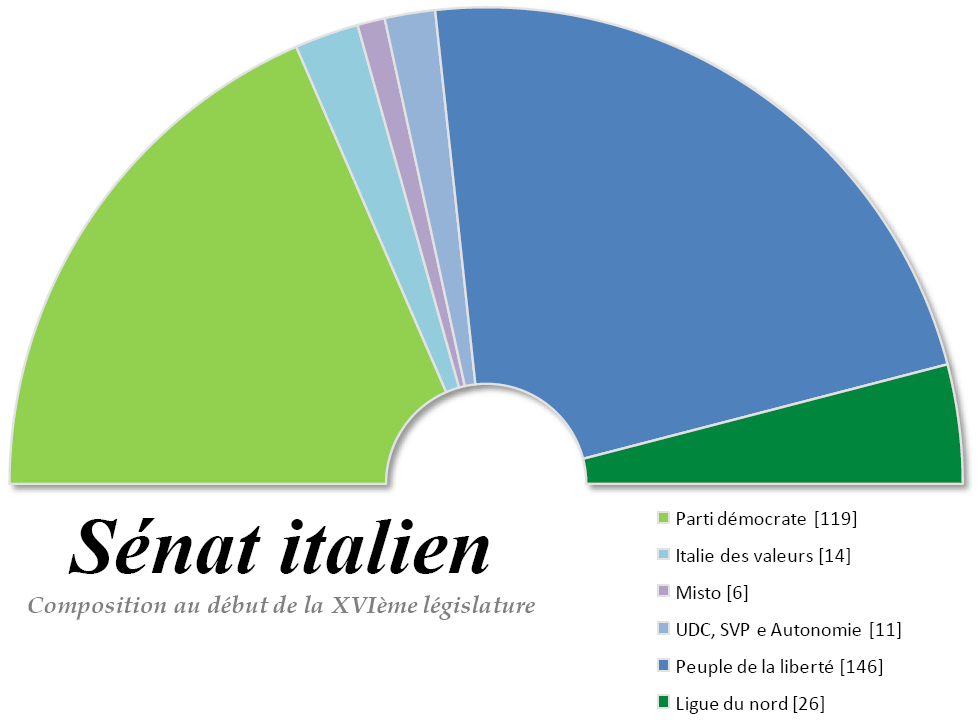
Composition du Sénat italien à l'ouverture de la. Répartition par groupe politique.

Coalitions arrivées en tête dans chaque région. En bleu foncé : PdL + LN + MpA, en vert : PD + IdV, en gris : autres

| Partis & alliances | Partis & alliances                                                                        | Votes                                   | %                     | +/-                     | Sièges       | +/-            |
| ------------------ | ----------------------------------------------------------------------------------------- | --------------------------------------- | --------------------- | ----------------------- | ------------ | -------------- |
|                    | Coalition de S. Berlusconi - Forza Italia - Ligue du Nord - Mouvement pour les autonomies | 15 507 549 12 510 306 2 642 167 355 076 | 47,32 38,17 8,06 1,08 | +3,74 -1,01 +3,66 +1,08 | 174 147 25 2 | +39 +25 +12 +2 |
|                    | Coalition de W. Veltroni - Parti démocrate - Italie des valeurs                           | 12 456 443 11 042 325 1 414 118         | 38,01 33,70 4,32      | +7,26 +5,78 +1,49       | 132 118 14   | +23 +13 +10    |
|                    | Union de centre                                                                           | 1 866 294                               | 5,69                  | -0,95                   | 3            | -18            |
|                    | La Gauche - l'Arc-en-ciel                                                                 | 1 053 154                               | 3,21                  | -8,12                   | 0            | -38            |
|                    | La Droite - Flamme tricolore                                                              | 687 211                                 | 2,10                  | +1,47                   | 0            | ±0             |
|                    | Parti socialiste                                                                          | 284 428                                 | 0,87                  | -1,94                   | 0            | -              |
|                    | Autres                                                                                    | 916 148                                 | 2,78                  | -                       | 6            | -              |
| Total              | Total                                                                                     | 32 771 227                              | 100%                  |                         | 315          |                |

1. 1 2  Total Forza Italia+AN+DCA+Nouveau PSI.
2. 1 2  Le PD a été fondé en 2007, les scores obtenus lors du scrutin précédent par les partis l'ayant constitué et par Italie des valeurs font donc office de base pour le calcul de l'évolution de leurs suffrages.
3. 1 2  Par rapport à l'addition des scores obtenus lors de la précédente élection par les quatre partis composant ce cartel électoral.
4. 1 2  Par rapport au score obtenu par la Rose au poing lors de la précédente élection.

### Détails du vote des italiens résidant à l'étranger
| Listes | Listes                                                             | Voix (en %) | Voix (en %) | Sièges |
| Listes | Listes                                                             | #           | %           | Sièges |
| ------ | ------------------------------------------------------------------ | ----------- | ----------- | ------ |
|        | Parti démocrate (PD)                                               | 331 567     | 32,73 %     | 6      |
|        | Le Peuple de la liberté (PDL)                                      | 314 357     | 31,03 %     | 4      |
|        | Mouvement associatif des Italiens à l'étranger                     | 83 585      | 8,25 %      | 1      |
|        | Union des démocrates chrétiens et du centre                        | 81 450      | 8,04 %      | -      |
|        | Association des Italiens d'Amérique du Sud                         | 61 610      | 6,08 %      | -      |
|        | Italie des valeurs                                                 | 41 589      | 4,11 %      | 1      |
|        | Parti socialiste                                                   | 31 774      | 3,14 %      | -      |
|        | La Gauche-l'Arc-en-ciel                                            | 28 353      | 2,80 %      | -      |
|        | La Droite                                                          | 14 609      | 1,44 %      | -      |
|        | L'Autre Sicile pour le Sud (association de Siciliens à l'étranger) | 9 122       | 0,90 %      | -      |
|        | Gauche critique                                                    | 5 973       | 0,59 %      | -      |
|        | Consommateurs civiques italiens                                    | 4 640       | 0,46 %      | -      |
|        | Valeurs et futur (royalistes)                                      | 4 457       | 0,44 %      | -      |

Total	1 013 086	—	12 députés au total
|  | Le Peuple de la liberté (PdL)                                      | 315 720 | 33,97 % | 3 |
|  | Parti démocrate (PD)                                               | 308 157 | 33,15 % | 2 |
|  | Mouvement associatif des Italiens à l'étranger                     | 69 279  | 7,45 %  | 1 |
|  | Association des Italiens d'Amérique du Sud                         | 58 058  | 6,25 %  | - |
|  | Union des démocrates chrétiens et du centre                        | 55 450  | 5,97 %  | - |
|  | Italie des valeurs                                                 | 37 985  | 4,09 %  | - |
|  | Parti socialiste                                                   | 27 385  | 2,95 %  | - |
|  | La Gauche-l'Arc-en-ciel                                            | 26 664  | 2,87 %  | - |
|  | La Droite                                                          | 12 929  | 1,39 %  | - |
|  | L'Autre Sicile pour le Sud (association de Siciliens à l'étranger) | 8 454   | 0,91 %  | - |
|  | Gauche critique                                                    | 5 837   | 0,63 %  | - |
|  | Consommateurs civiques italiens                                    | 3 545   | 0,38 %  | - |

Total	929 463	—	6 sénateurs au total
1. 1 2  Dans ce cas, il s'agit bien de l'UDC seule et non de l'Union de centre qui se présentait en métropole.

### Analyse des résultats

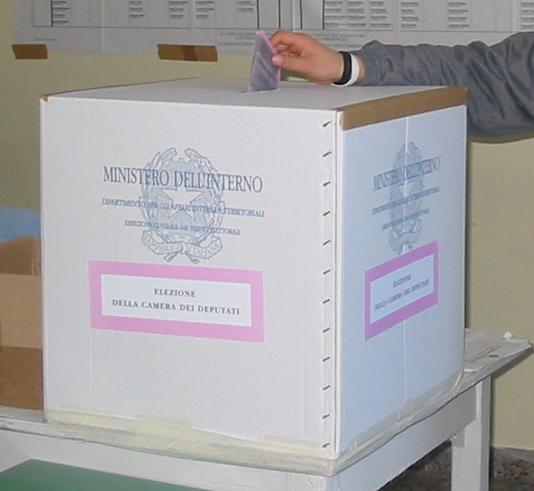
Urne destinée à recevoir des bulletins de vote en vue de l'élection de députés

Pour Silvio Berlusconi, leader du Peuple de la liberté, les élections de 2008 ont été un triomphe personnel après sa très courte défaite lors du scrutin précédent. La fusion entre son parti Forza Italia et l'Alliance nationale a parfaitement fonctionné. Mais le bloc de droite n'a progressé que de deux points par rapport aux élections parlementaires de 2006, et dépend désormais de la Ligue du Nord pour former une majorité dans les deux chambres du parlement.
Pour le Parti démocrate, la défaite est pour le moins cuisante. L'objectif d'indépendance voulu par Walter Veltroni a été partiellement atteint - il a éliminé la concurrence de l'extrême gauche - mais sa progression en voix par rapport au score obtenu par L'Olivier en 2006 est faible (deux points environ). Le centre gauche dans son ensemble, malgré l'apport des voix de l'électorat d'extrême-gauche, influencé par le principe du vote utile, est en outre largement devancé par la coalition de Berlusconi. Le PD n'a donc pas réussi à séduire l'électorat centriste alors même qu'occuper le centre fait partie de ses objectifs.
La Ligue du Nord (avec ses alliés du Mouvement pour l'autonomie et de l'Alliance pour le Sud) a obtenu les gains les plus importants dans le cadre de cette élection, doublant son score de 2006. Le Peuple de liberté se retrouve de fait tributaire de la Ligue du Nord pour former sa majorité. Cela lui permettra de peser au sein de la nouvelle coalition gouvernementale en faveur de ses projets de renforcement de l'autonomie des régions, de limitation de l'immigration et de modification de la loi électorale en vue d'affaiblir les petits partis.
La nouvelle Union de centre n'a pas réussi à s'ériger en troisième force centriste comme le souhaitait son chef Pier Ferdinando Casini, atteignant des scores un peu inférieurs à ceux que l'Union des démocrates chrétiens et du centre avait obtenu en 2006, dans le cadre d'une alliance avec les partis de droite.
La grande perdante de ces élections est sans nul doute l'extrême gauche, qui est passée de plus de 10 % des suffrages exprimés en 2006 à peine 5 % deux ans plus tard. Le plus grand groupement d'extrême gauche, La Gauche - l'Arc-en-ciel, avec seulement 3 % des voix, n'a pu faire son entrée au Parlement. Son chef Fausto Bertinotti a démissionné immédiatement après la publication des premières estimations. Pour la première fois depuis 1946, aucun élu se réclamant du communisme ne siégera au Parlement.
L'extrême droite, qui a une nouvelle fois tenté de s'unifier au sein de l'alliance regroupant La Droite et Flamme tricolore, a obtenu un certain succès avec un peu plus de 2 % des voix, mais n'obtient néanmoins aucun siège. Elle est en outre concurrencée par la Ligue du Nord et par le parti d'Alessandra Mussolini, qui doit rejoindre le PDL.
Malgré le maintien de la loi électorale de 2005, en grande partie responsable de la chute du gouvernement Prodi, l'Italie a franchi une nouvelle étape en réduisant de manière considérable le nombre de partis représentés au Parlement. Mais la percée de la Ligue du Nord, le maintien du centre droit démocrate chrétien héritier de l'UDC, la progression de l'Italie des valeurs, qui exclut de se dissoudre dans le Parti démocrate et l'éventualité d'un retour de l'extrême-gauche au Parlement dans un futur proche ne permet pour l'instant pas d'affirmer que le système politique italien converge vers le bipartisme à l'anglo-saxonne. Après publication des résultats, Pier Ferdinando Casini, chef de l'Union de centre, pense au contraire qu'à défaut d'adopter le modèle américain, le système politique italien pourrait à terme s'inspirer de celui de l'Allemagne, où deux grands blocs doivent composer avec plusieurs petits partis, indispensables à la formation de coalitions.